# Cricova
Cricova – miasto w Mołdawii, położone 15 kilometrów na północ od Kiszyniowa, stolicy kraju. Cricova znana jest z winnych piwnic, które stały się atrakcją turystyczna tego małego miasteczka, liczącego obecnie 8,7 tysięcy mieszkańców (1 stycznia 2014).